# Navia steyermarkii
Navia steyermarkii är en gräsväxtart som beskrevs av Lyman Bradford Smith. Navia steyermarkii ingår i släktet Navia och familjen Bromeliaceae. Inga underarter finns listade i Catalogue of Life.